# Maison natale de Victor Hugo
Pour les articles homonymes, voir Maison (homonymie) et Victor Hugo (homonymie).
La maison natale de Victor Hugo est un appartement du centre historique de Besançon, où est né l'écrivain idéologue humaniste français Victor Hugo (1802-1885) au 1er étage du 140 Grande Rue (ou place Victor-Hugo) de Besançon dans le Doubs en Bourgogne-Franche-Comté. Ces lieux de mémoire littéraires (ainsi que la pharmacie Jacques d'époque du rez-de-chaussée) sont aménagés en musée en 2013, labellisé Maisons des Illustres. Les façades et les toitures sont inscrits aux monuments historiques depuis le 30 avril 1942.

## Historique
Sur la place Victor-Hugo de Besançon sont nés Charles Nodier en 1780 et les frères Lumière en 1862 et 1864 (maison natale des frères Lumière). Gustave Courbet, né à Ornans dans le même département, a vécu dans la maison natale du poète pendant ses études ; il la quitta pour Paris vers la fin de 1839.

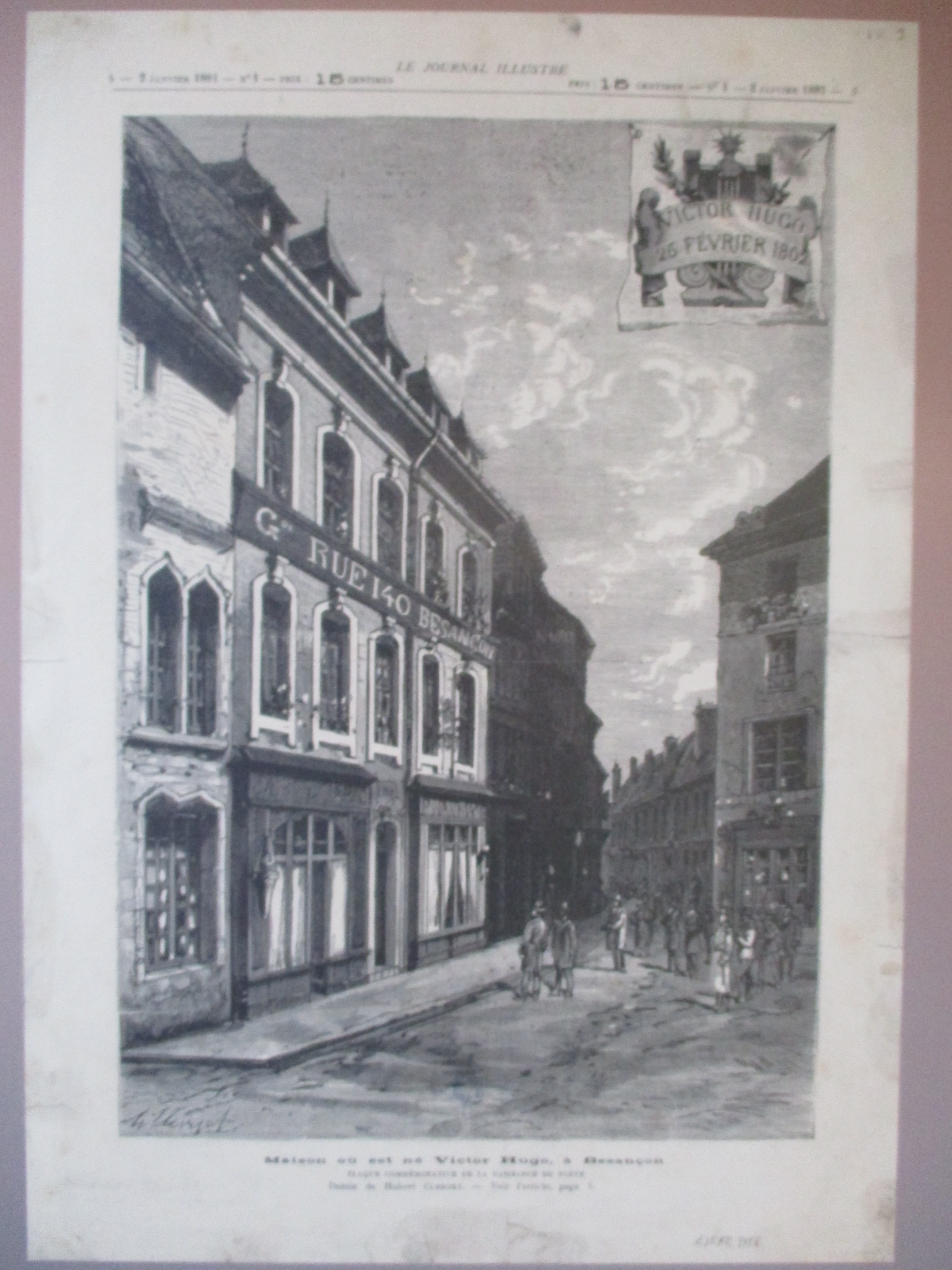
Le Journal illustré
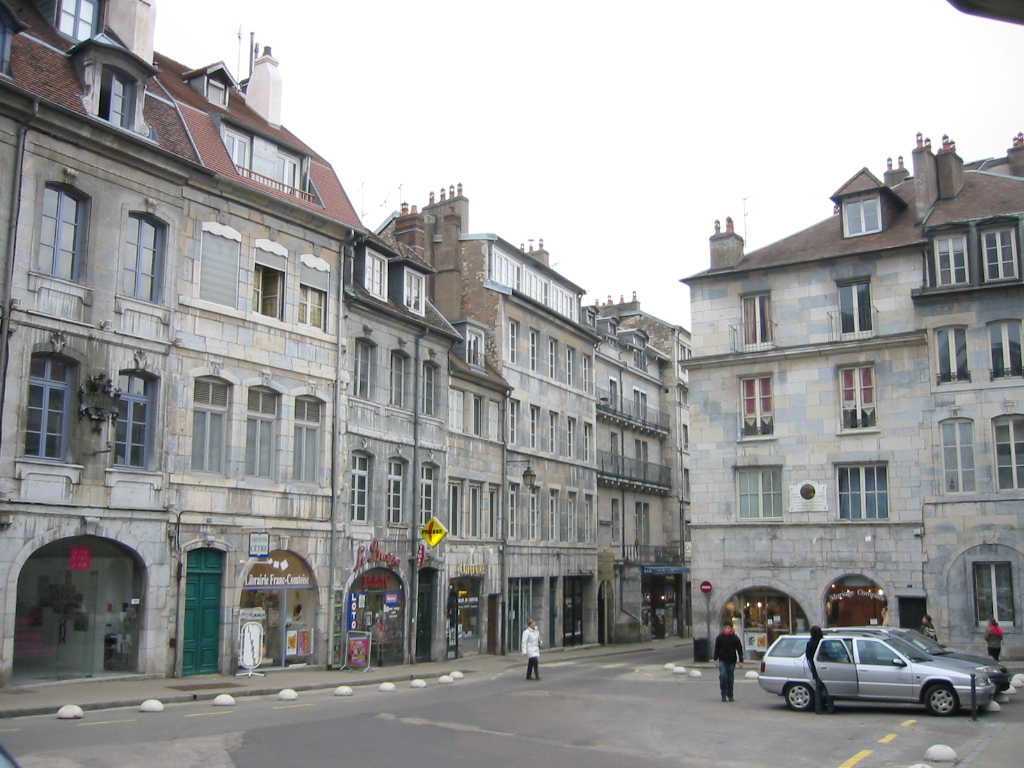
Place Victor-Hugo.
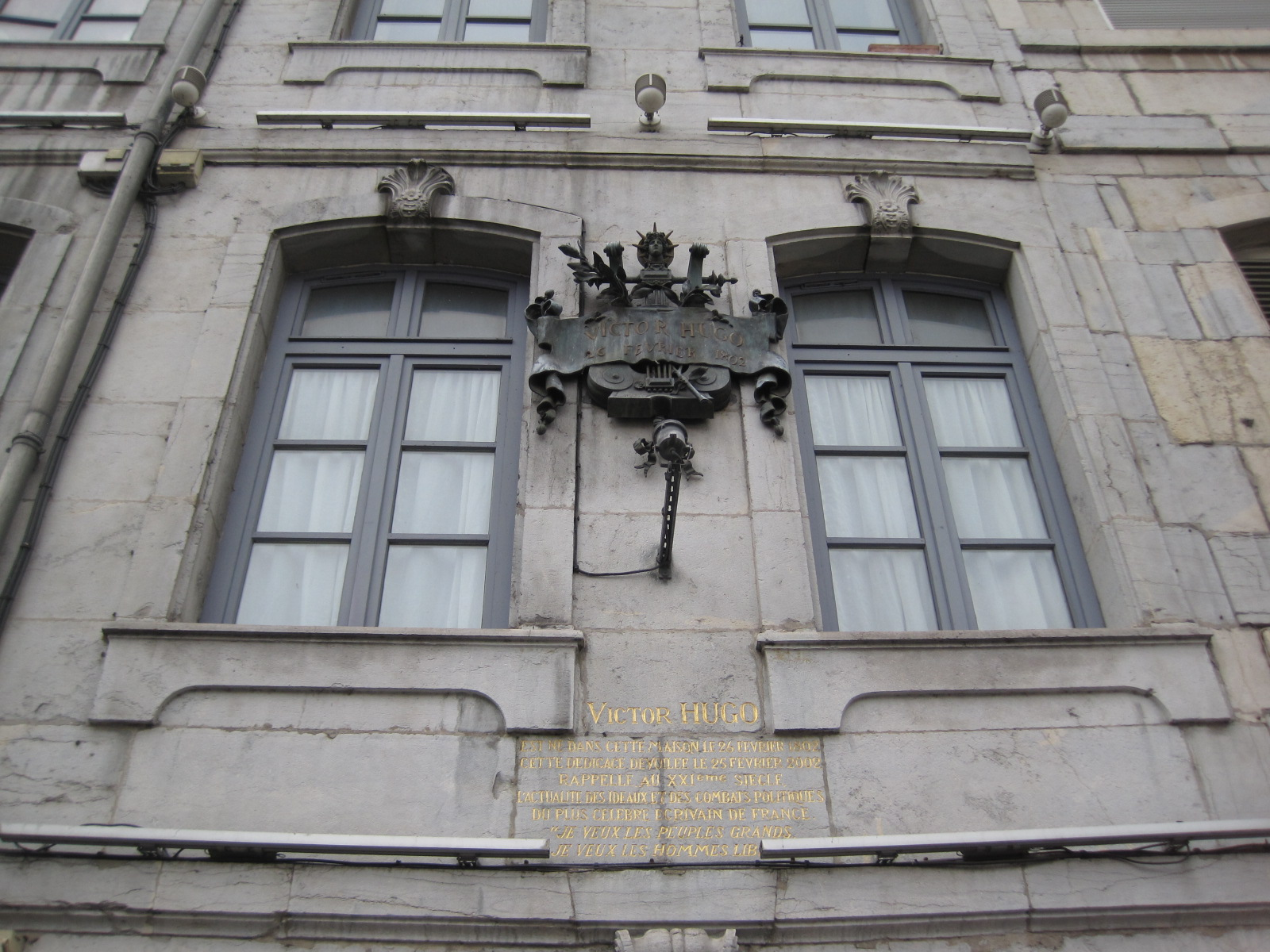
Plaque commémorative.
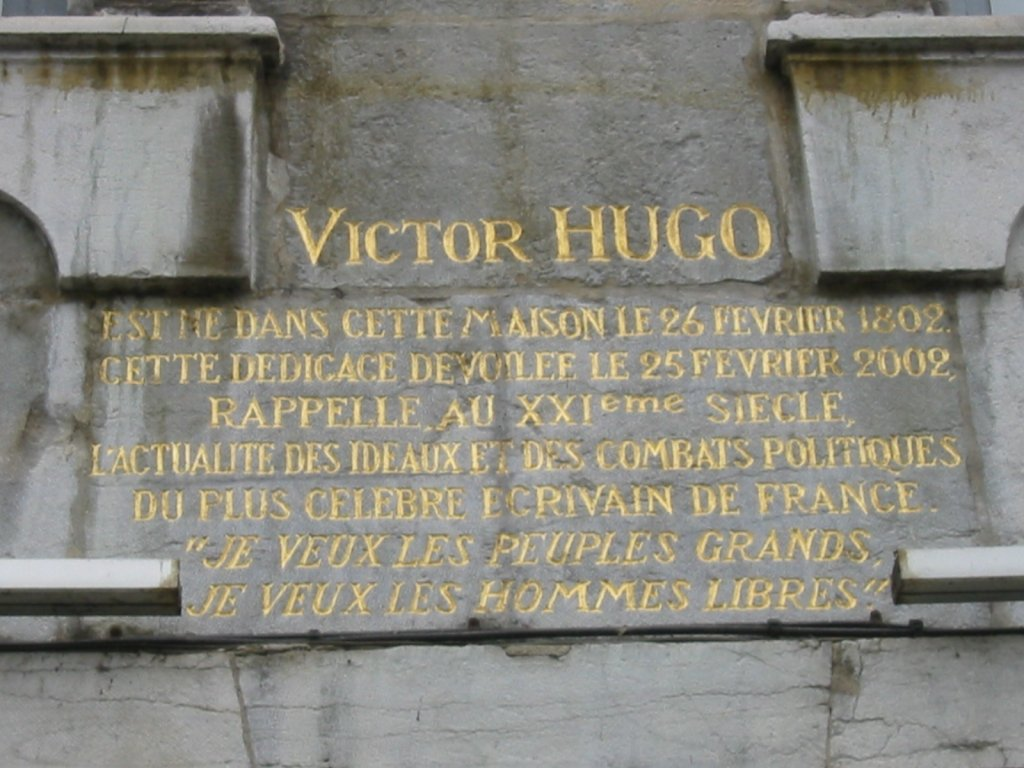
Dédicace commémorative.

Le 26 février 1802, à 22H30, le futur écrivain et poète humaniste Victor Hugo voit le jour au premier étage de l'appartement quatre pièces du 140 grande rue (qui débouche sur l'actuelle place Victor-Hugo). Troisième fils de Léopold Hugo (chef de bataillon, futur général d'empire en garnison au 20e régiment d'infanterie de ligne de Besançon, du 19 août 1801, jusqu'à sa mutation à Marseille, quelques mois plus tard...) et de Sophie Trébuchet (d'origine vendéenne).

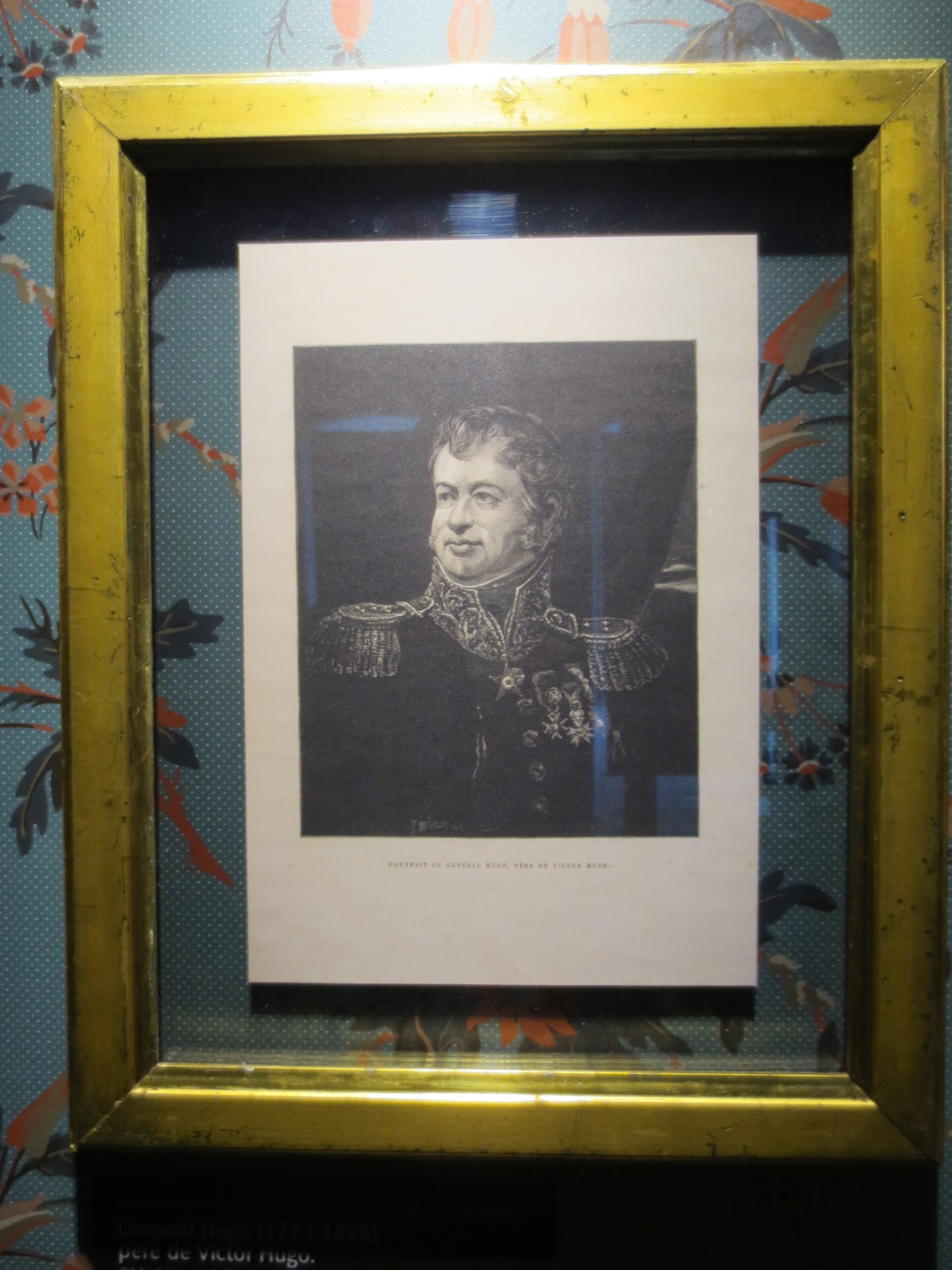
Léopold Hugo (père de Victor Hugo)
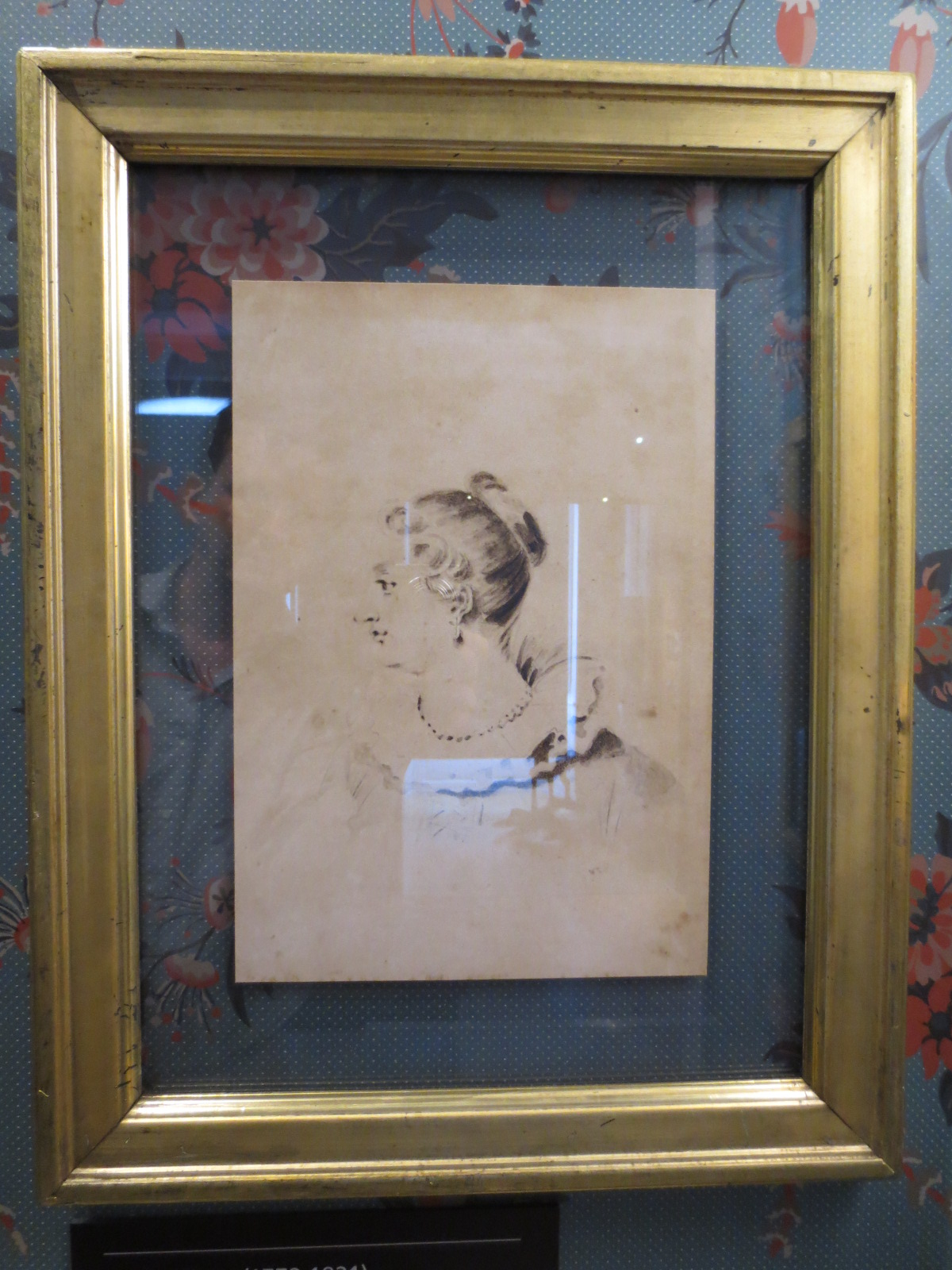
Sophie Trébuchet (mère de Victor Hugo)
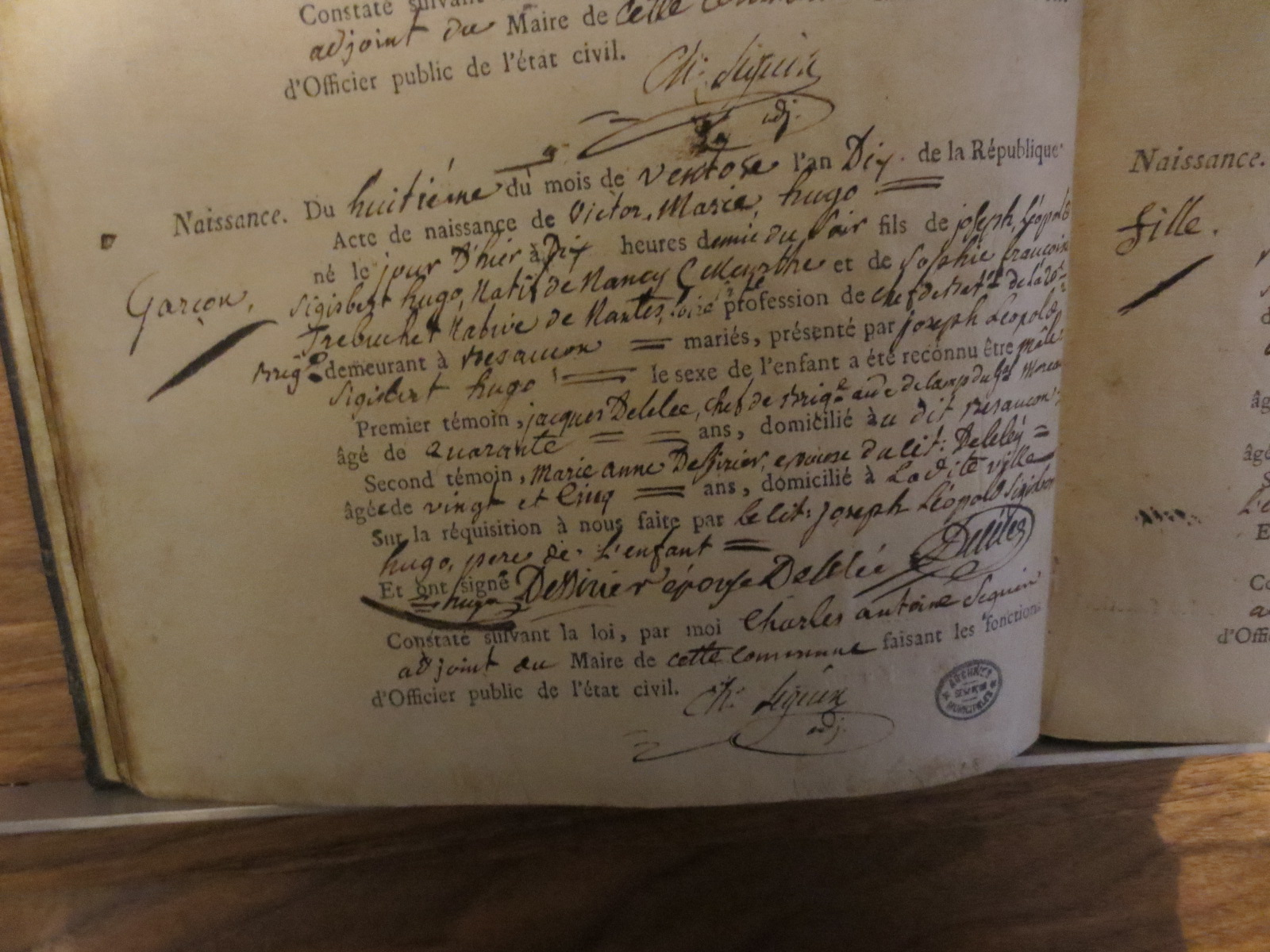
Acte de naissance du 26 février 1802 de Victor Hugo du registre d’État civil de Besançon.
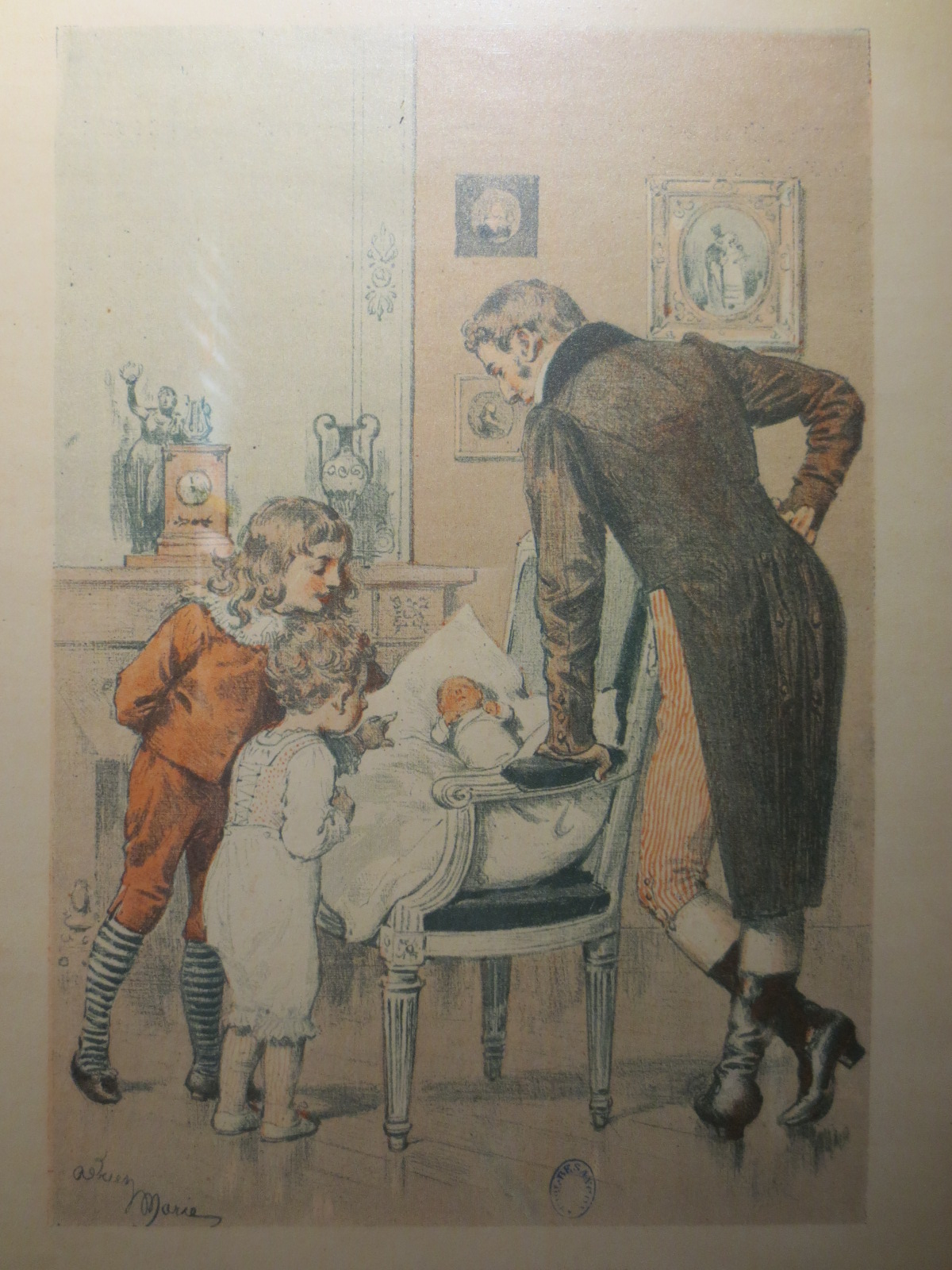
Gravure de 1902 « naissance de Victor Hugo ».
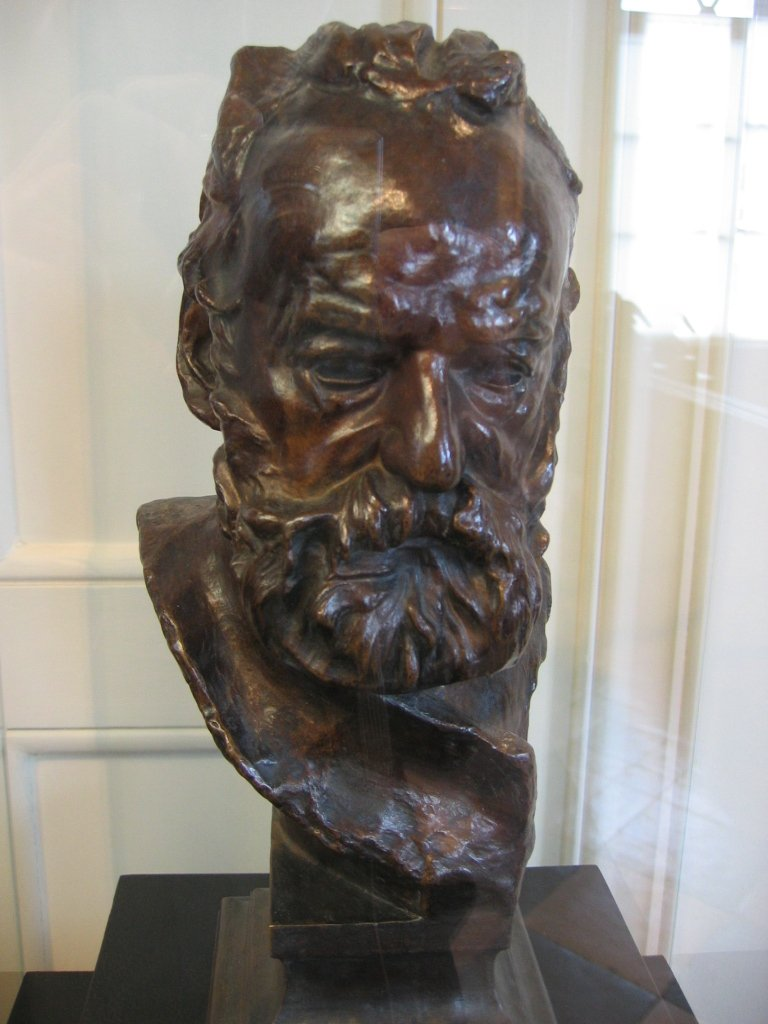
Buste de Victor Hugo par Auguste Rodin, musée des Beaux-Arts de Besançon.

La plaque armoriée est apposée sur la façade en 1879 avec la dédicace à Victor Hugo date de 2002 :

« Victor Hugo est né dans cette maison le 26 février 1802. Cette dédicace dévoilée le 25 février 2002 rappelle au XXIe siècle l'actualité des idéaux et des combats politiques du plus célèbre écrivain de France. Je veux les peuples grands, je veux les hommes libres. »

Le 14 janvier 1896, à la suite de sa disparition du 22 mai 1885, et de ses obsèques nationales, la place où il est né est rebaptisée place Victor-Hugo.

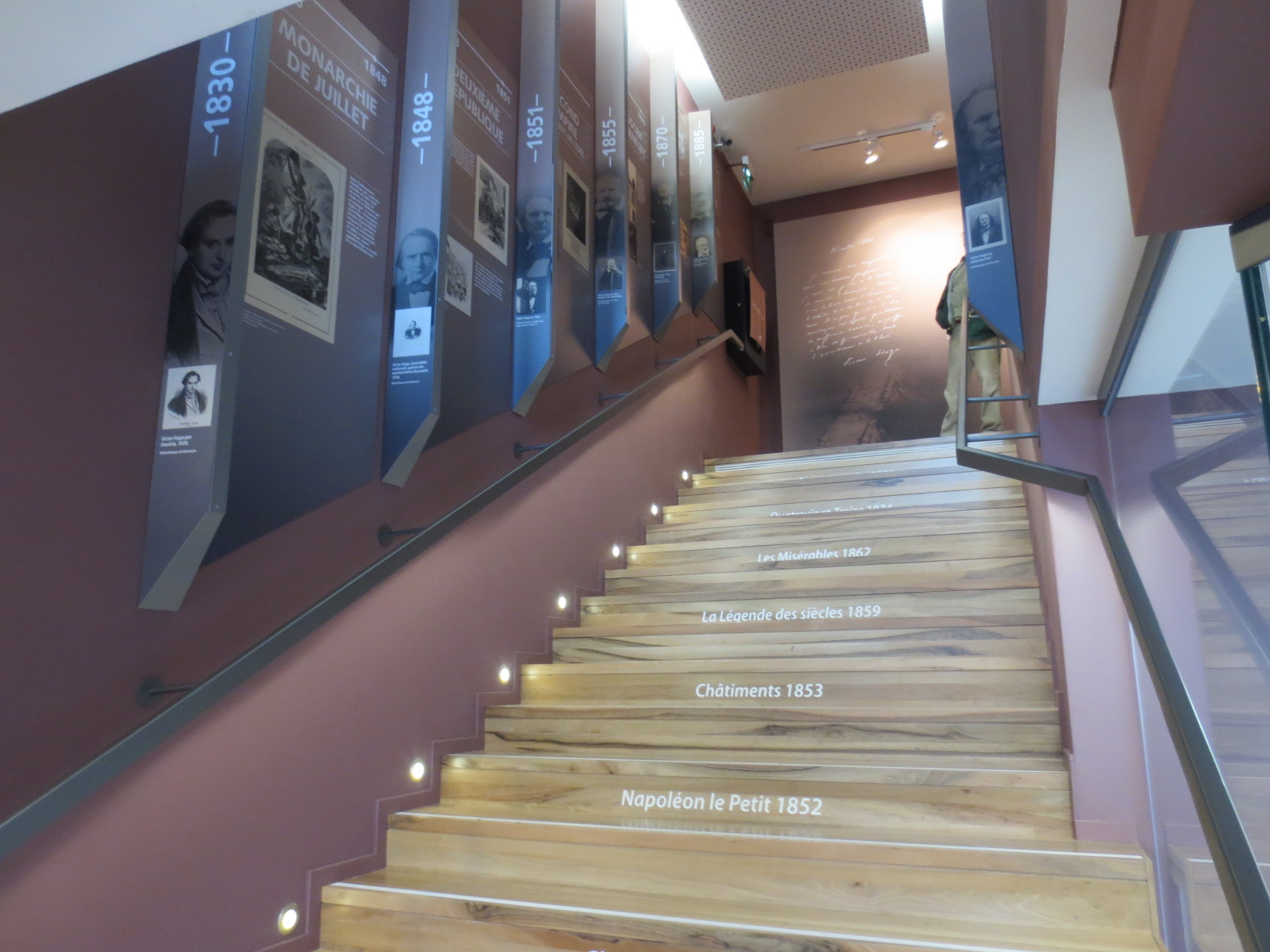
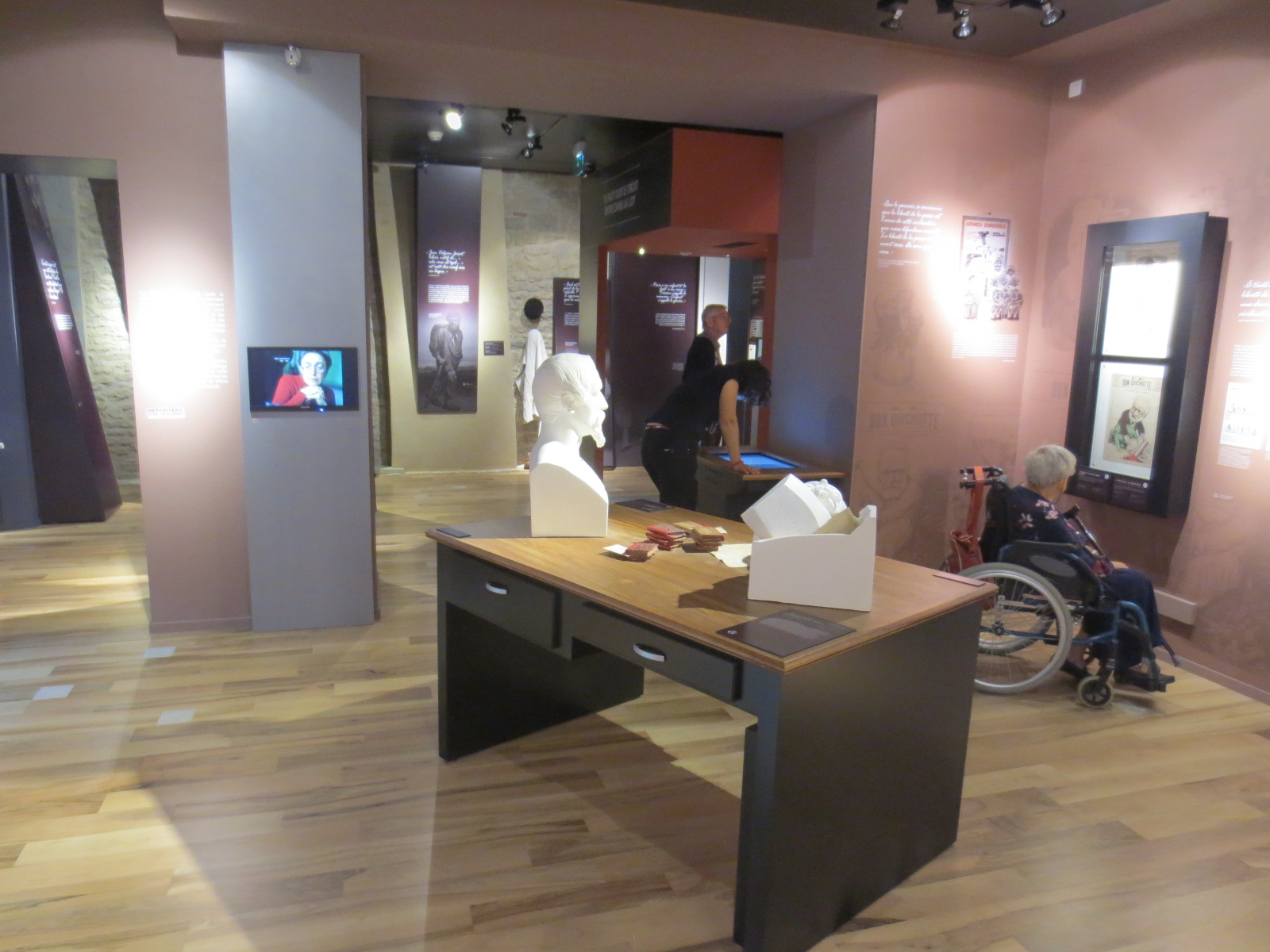
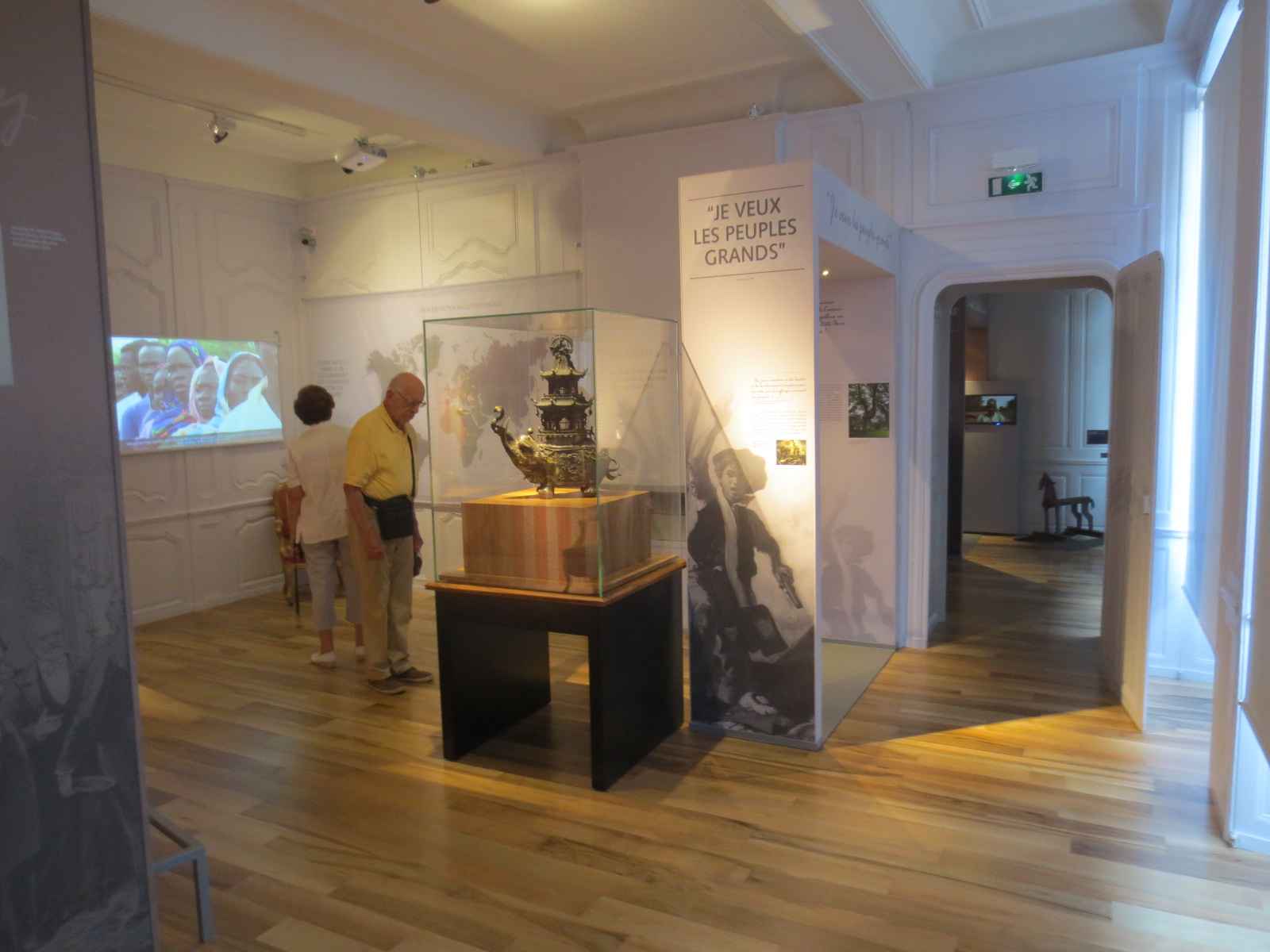
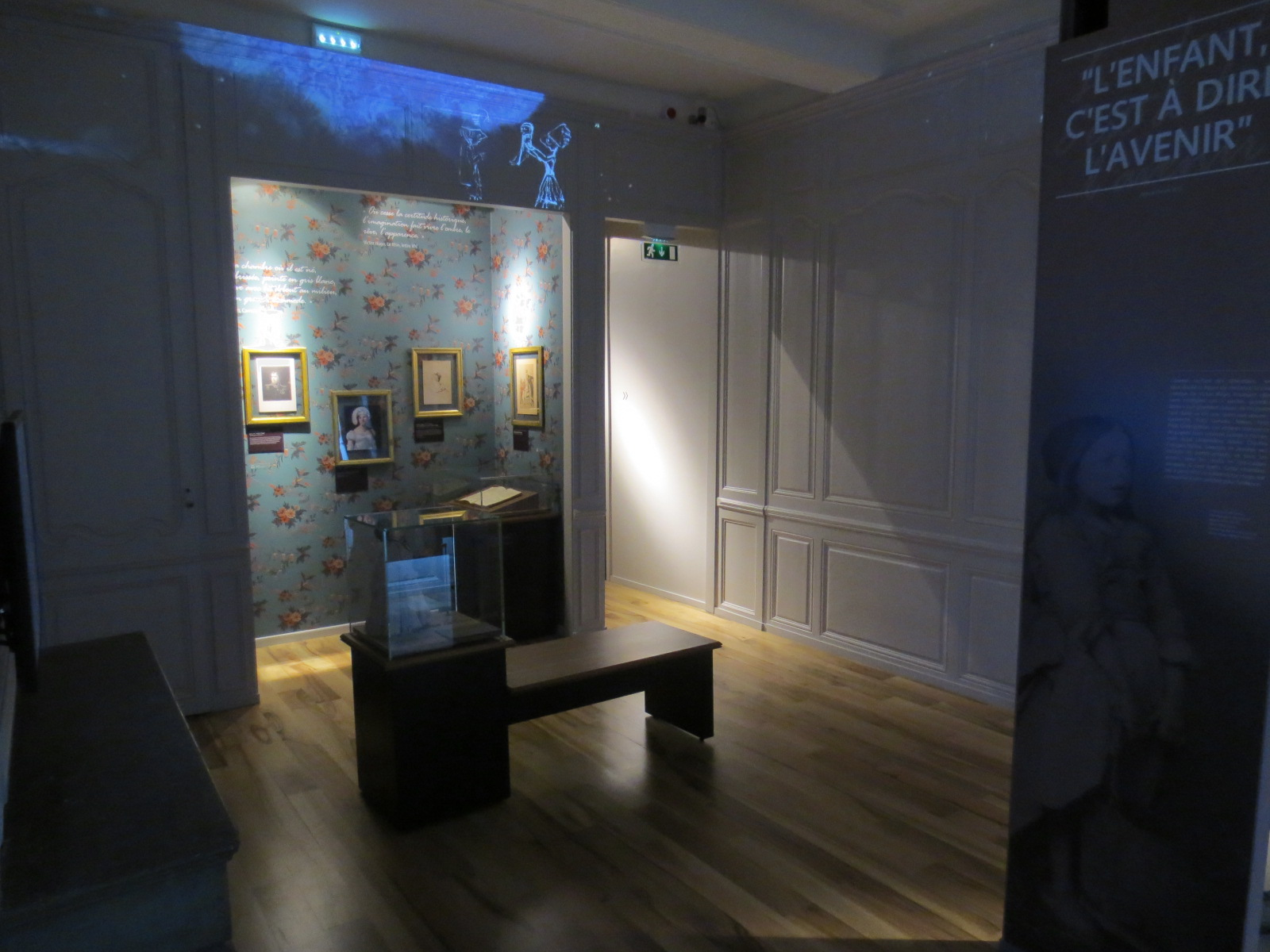

En 1932, l’appartement est acquis par la municipalité de Besançon. En juin 2012, l'immeuble est restauré, aménagé en musée dévolu à l'engagement politique humaniste du poète écrivain , avec un budget de 1,2 million € et ouvert au public le 13 septembre 2013. La Pharmacie Jacques de Besançon, fondée par Joseph Baratte, de l'époque de la naissance de Victor Hugo est reconstruite en même temps au rez-de-chaussée.

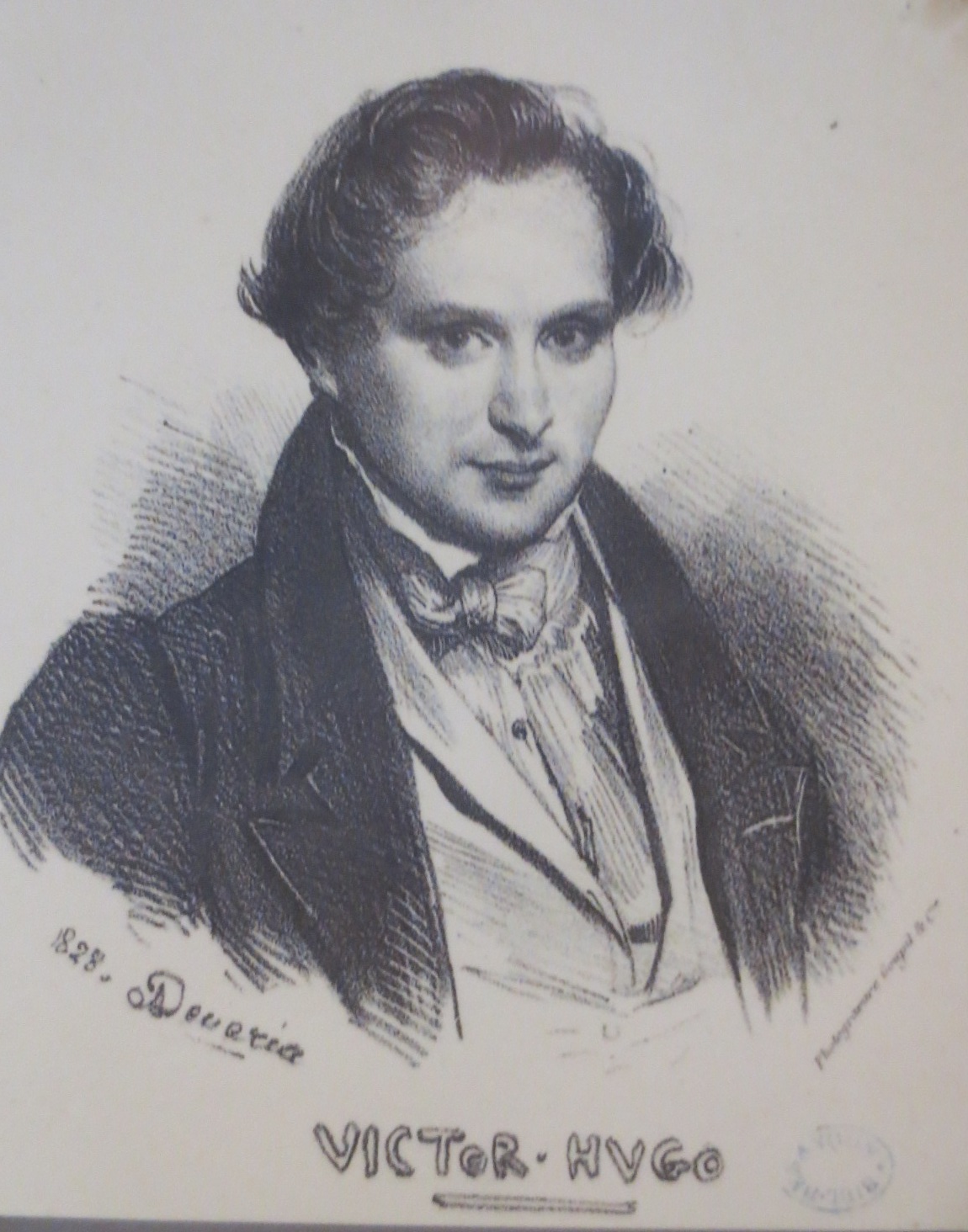
Portrait de Victor Hugo en 1828, par Achille Devéria.
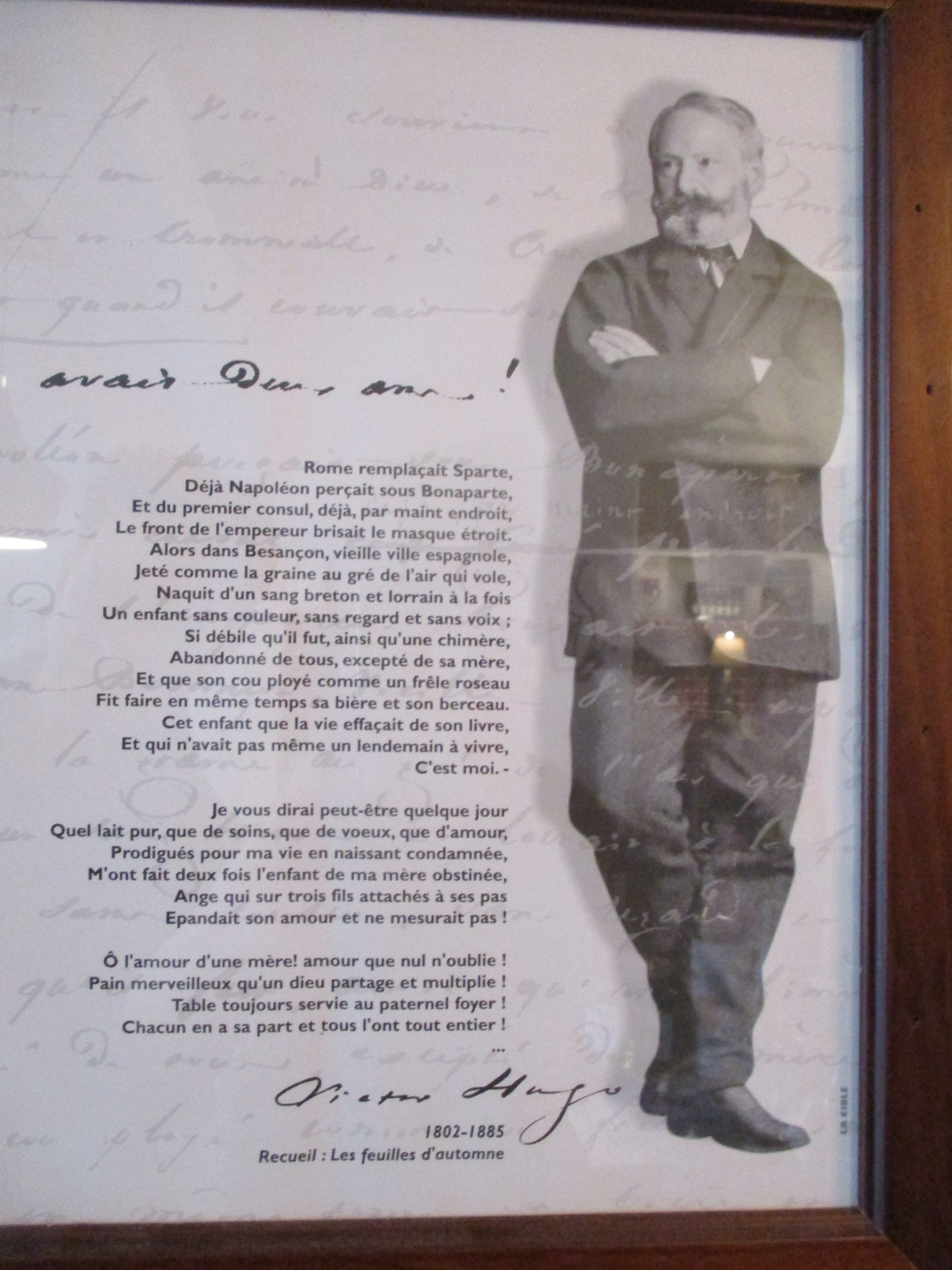
Ce siècle avait deux ans « Alors dans Besançon, vieille ville espagnole... »[4], de 1831
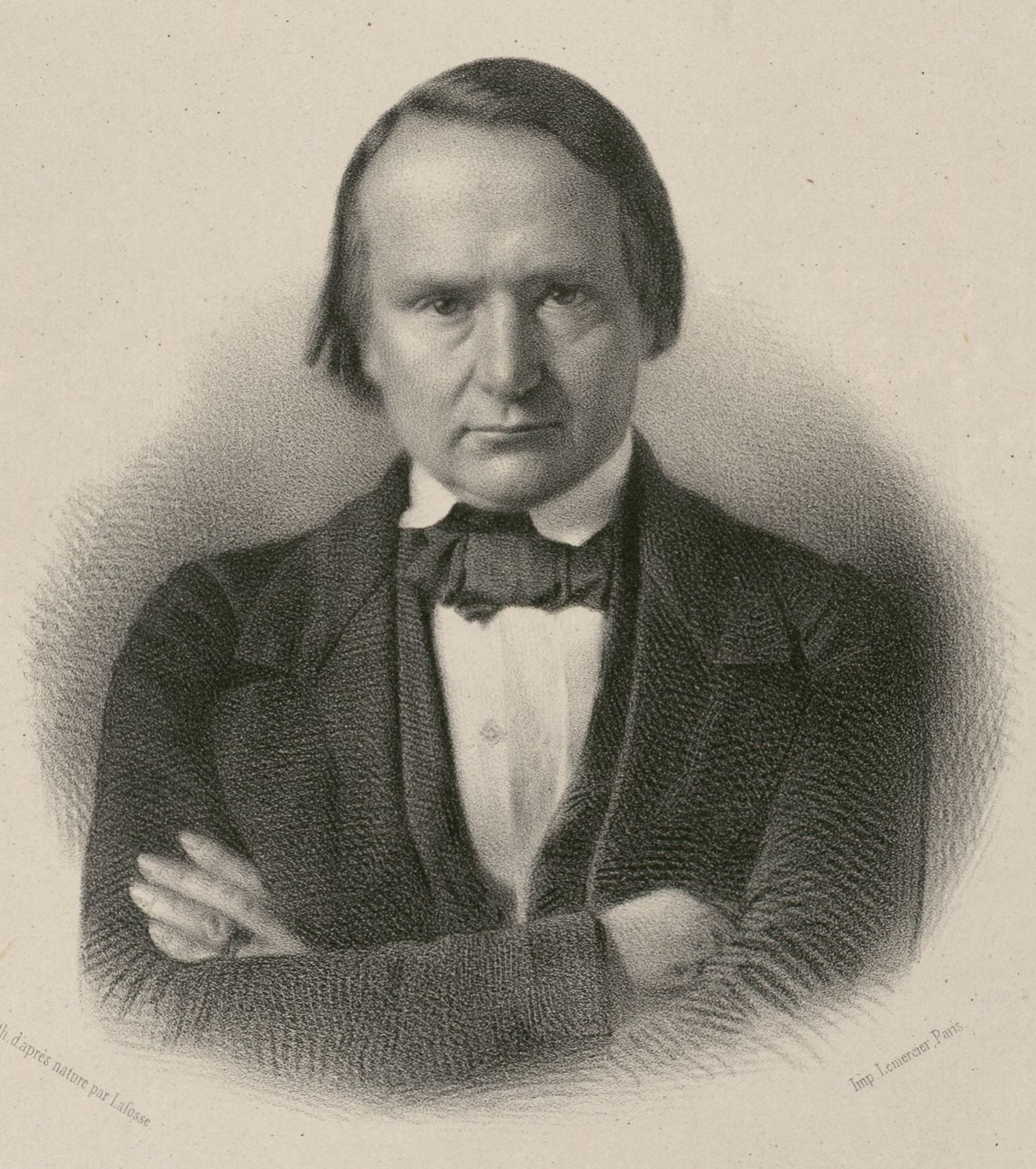
Victor Hugo député de la Deuxième République en 1848.
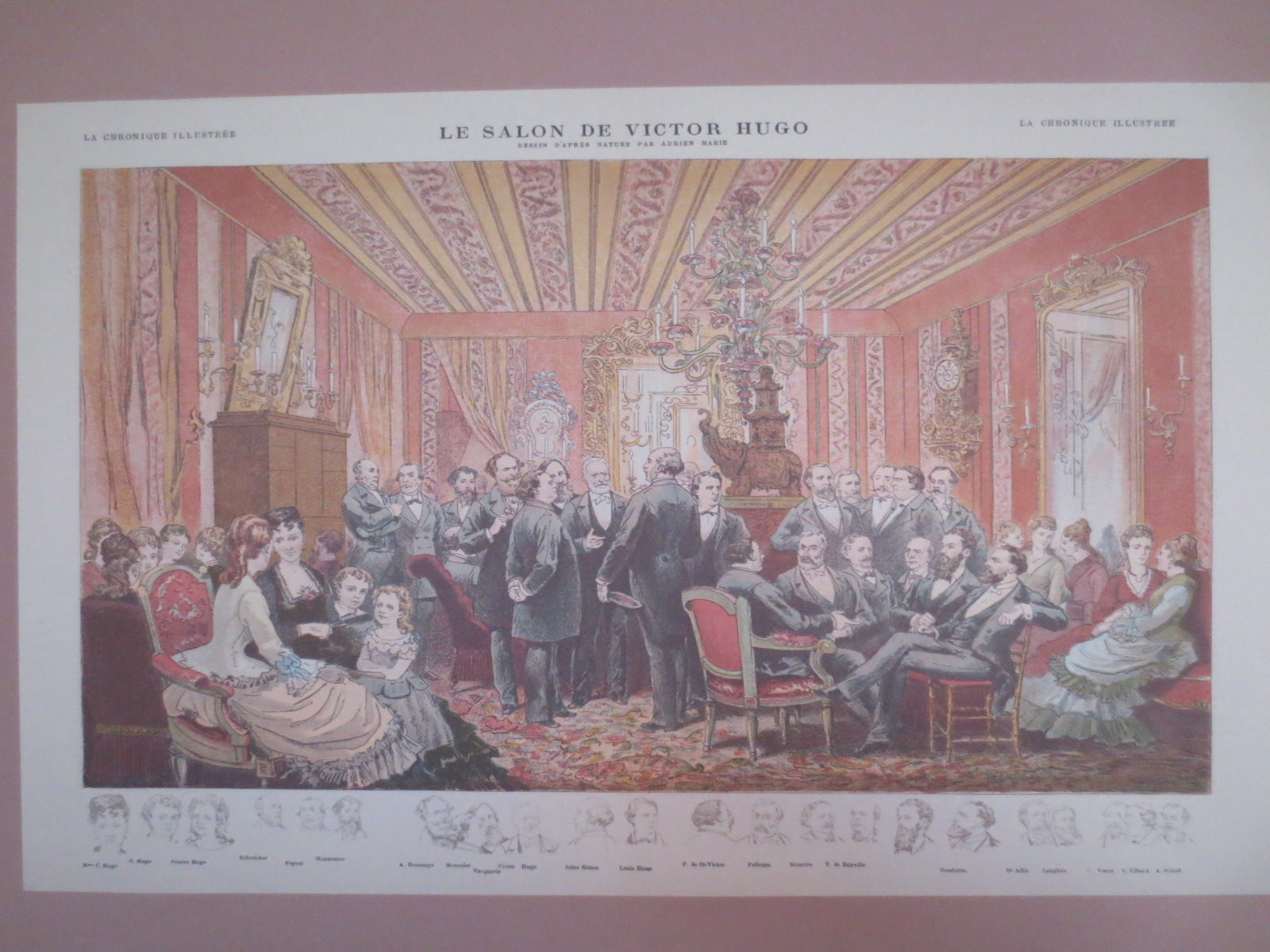
Le salon de Victor Hugo, par Adrien Marie - La Chronique illustrée
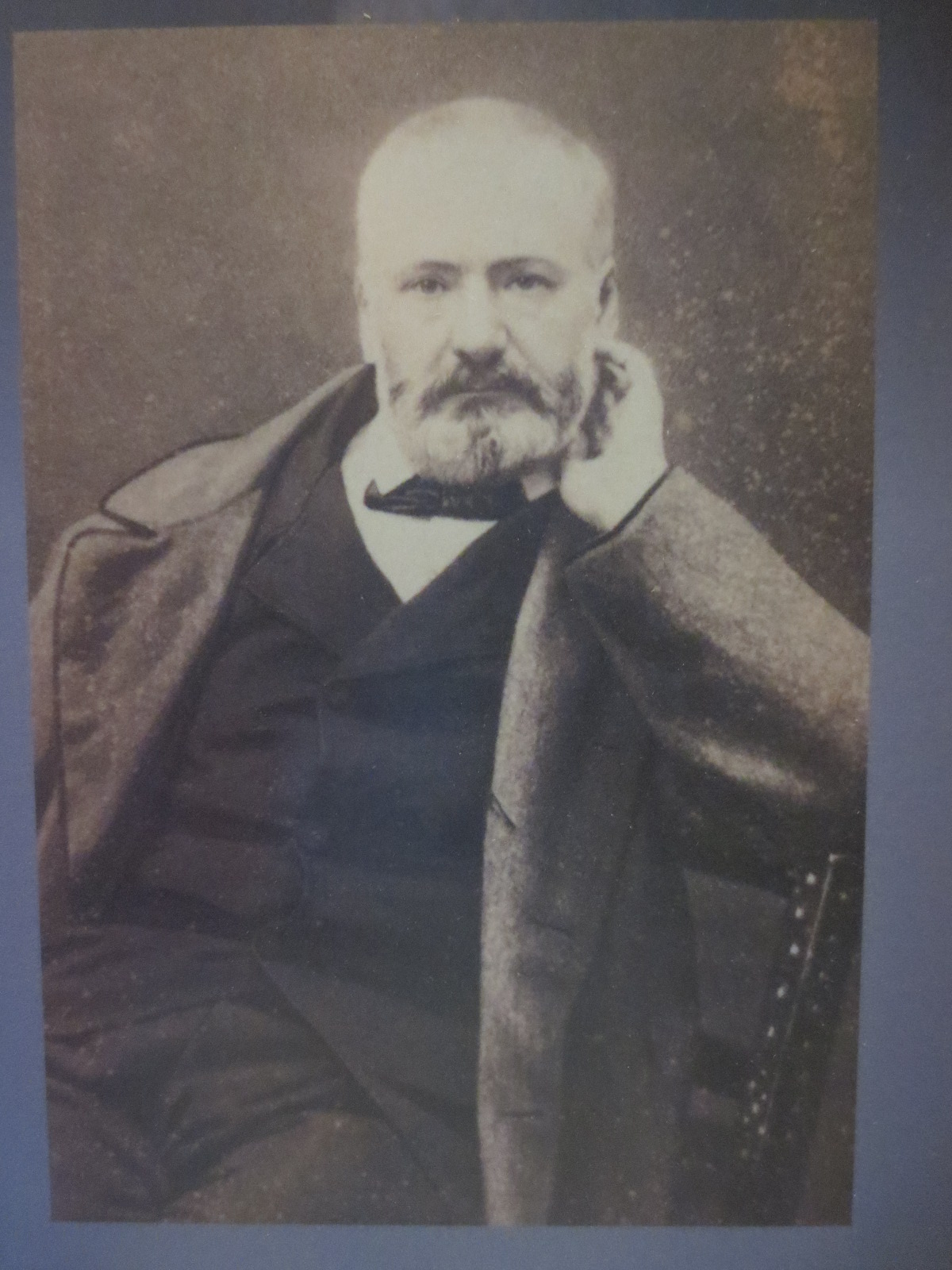
Victor Hugo pendant l'écriture des Misérables
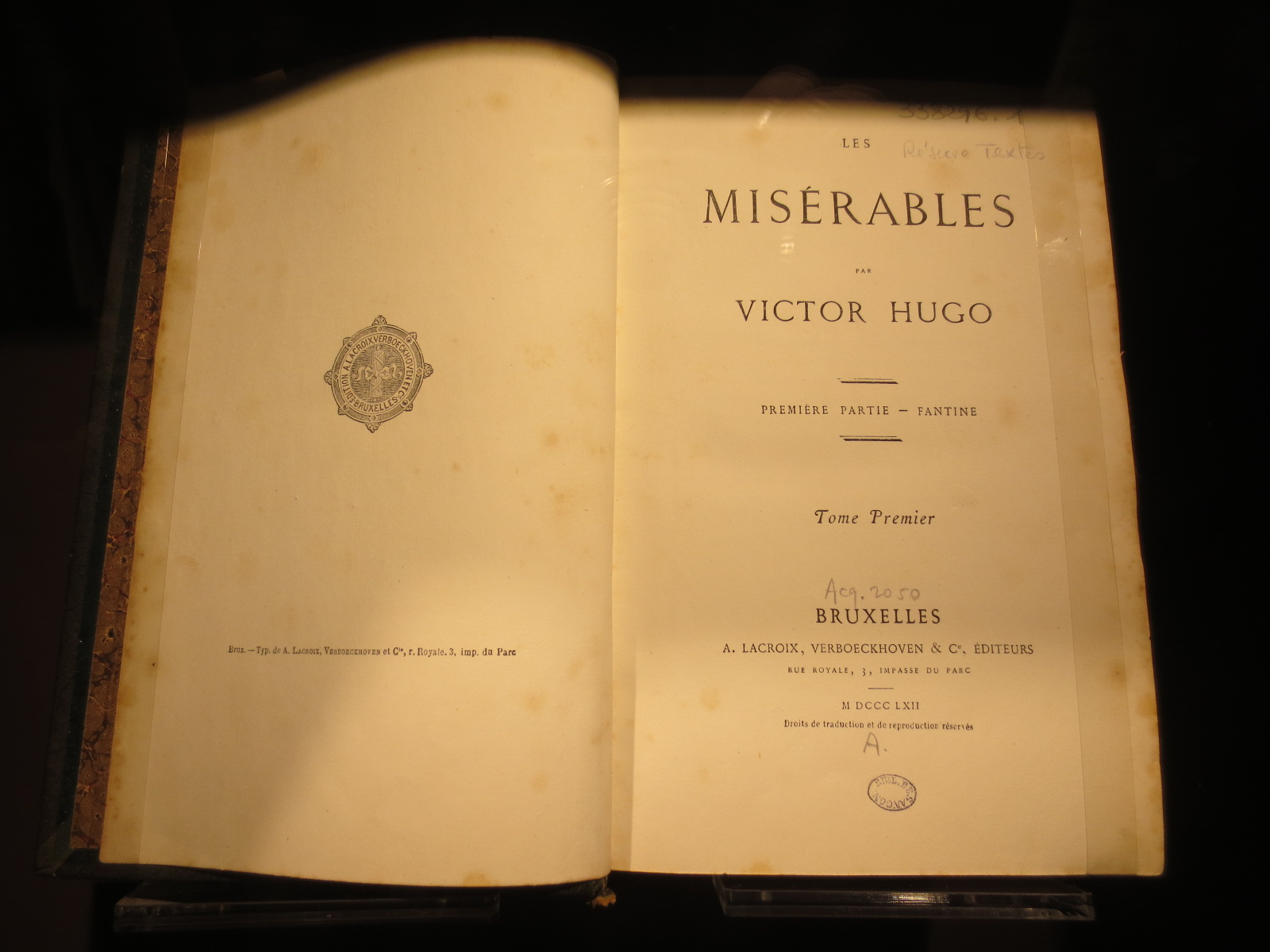
Les Misérables, première édition de 1862.
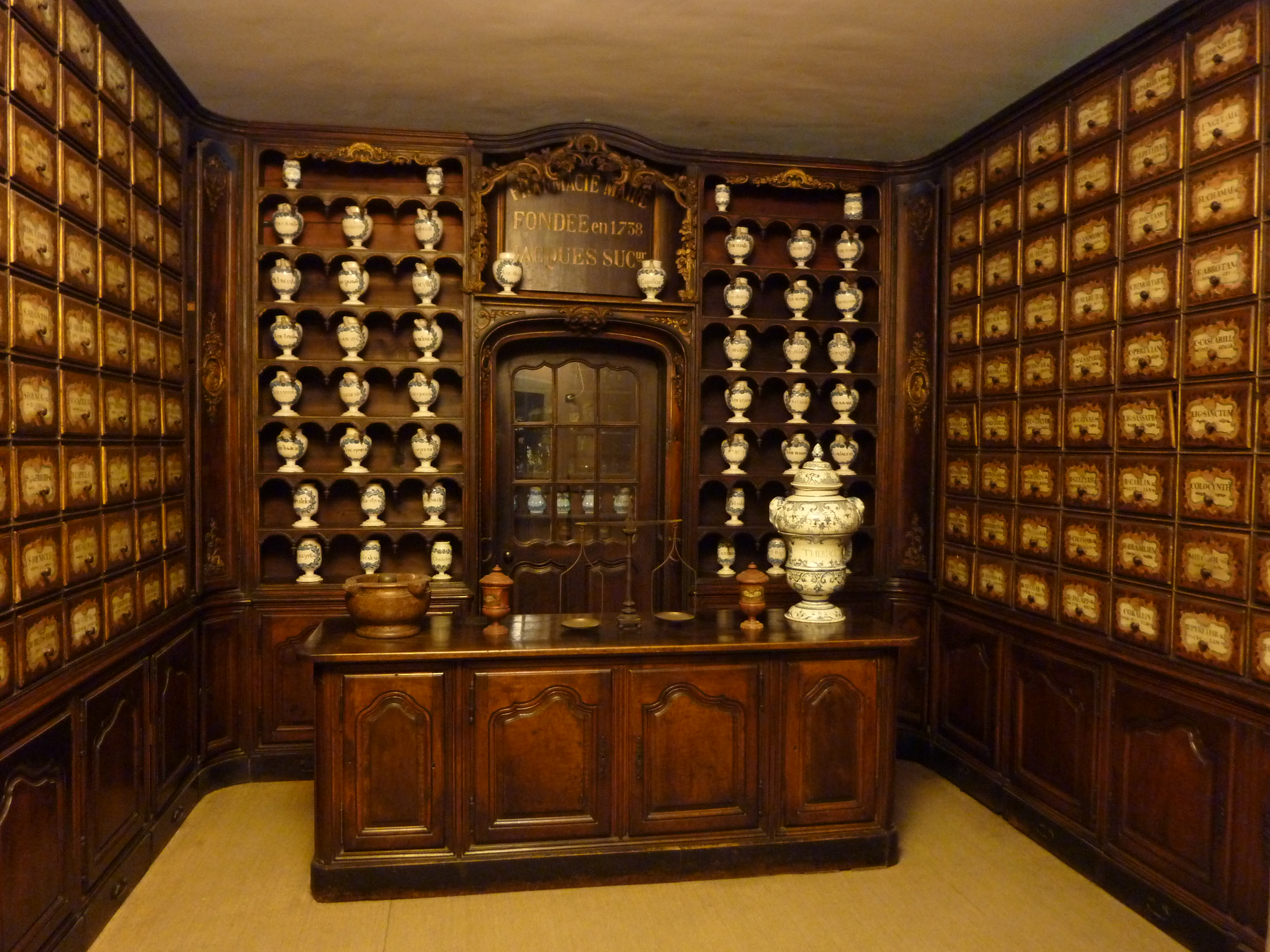
Pharmacie Jacques de Besançon (d'époque, au rez-de-chaussée).

## Quelques citations humanistes de Victor Hugo
Le musée expose, par de nombreuses inscriptions et citations murales, les principaux combats politiques humanistes de Victor Hugo, pour la liberté d'expression, la dignité humaine, les droits de l'enfant, et la liberté des peuples.

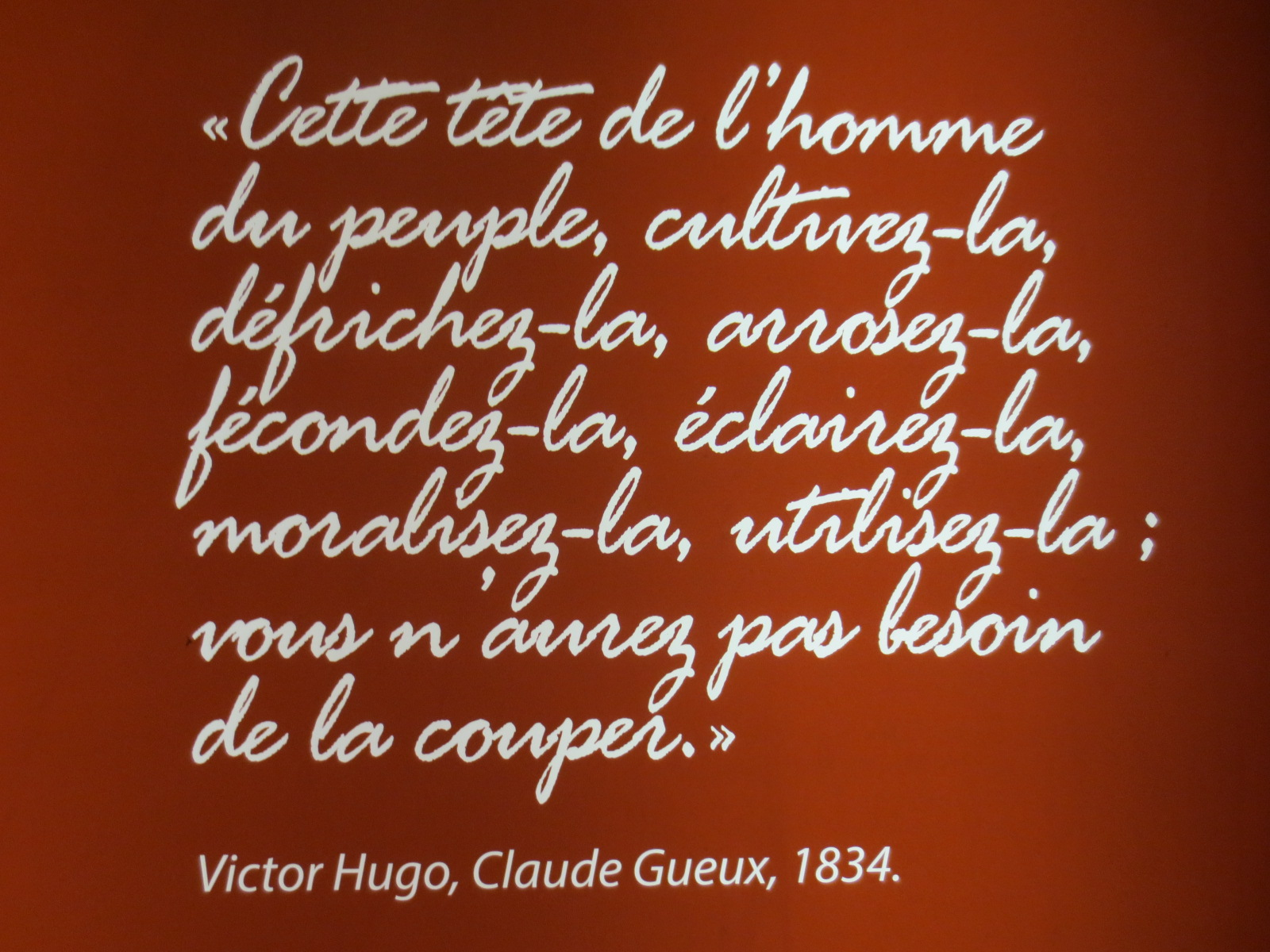
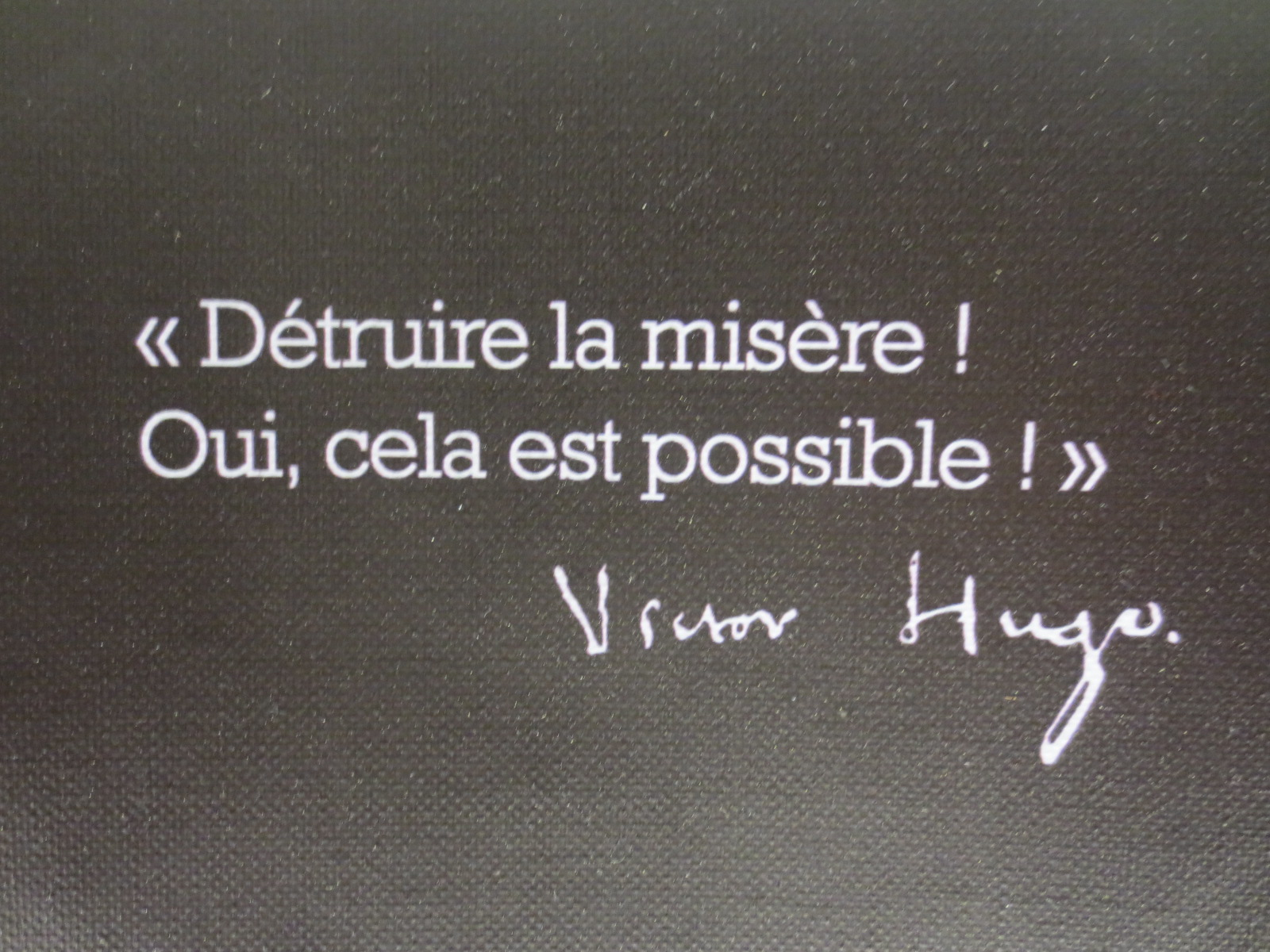
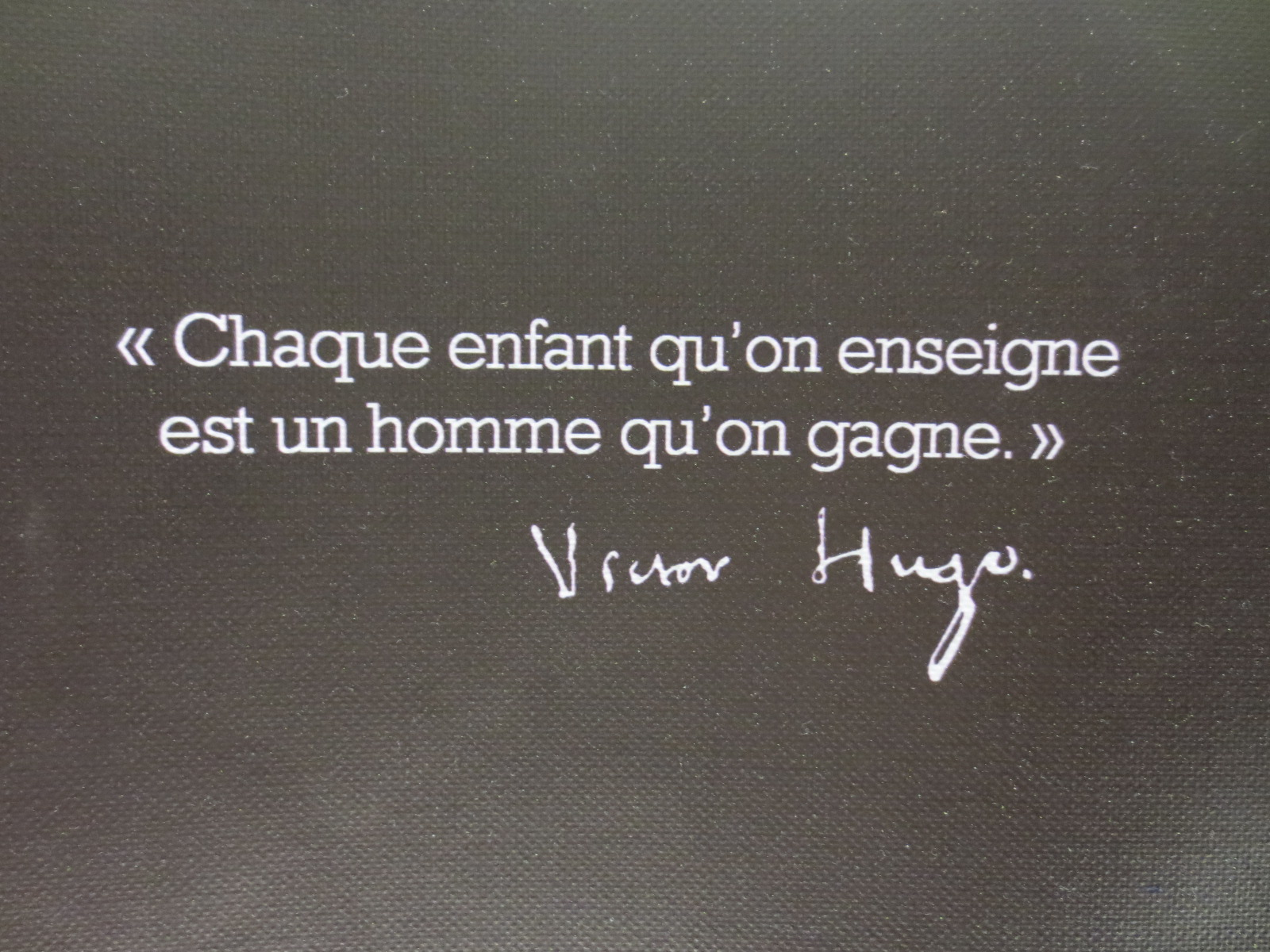
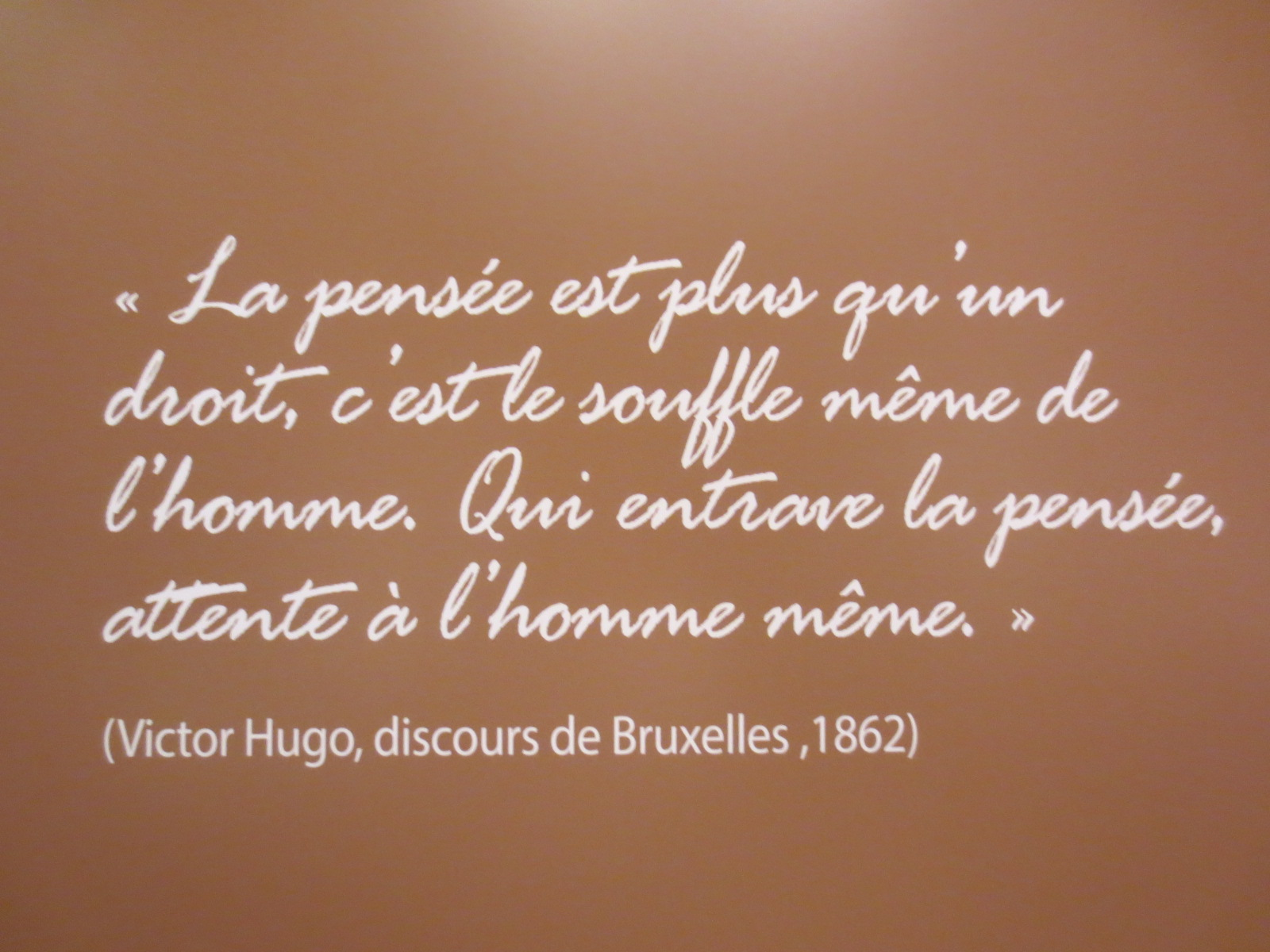
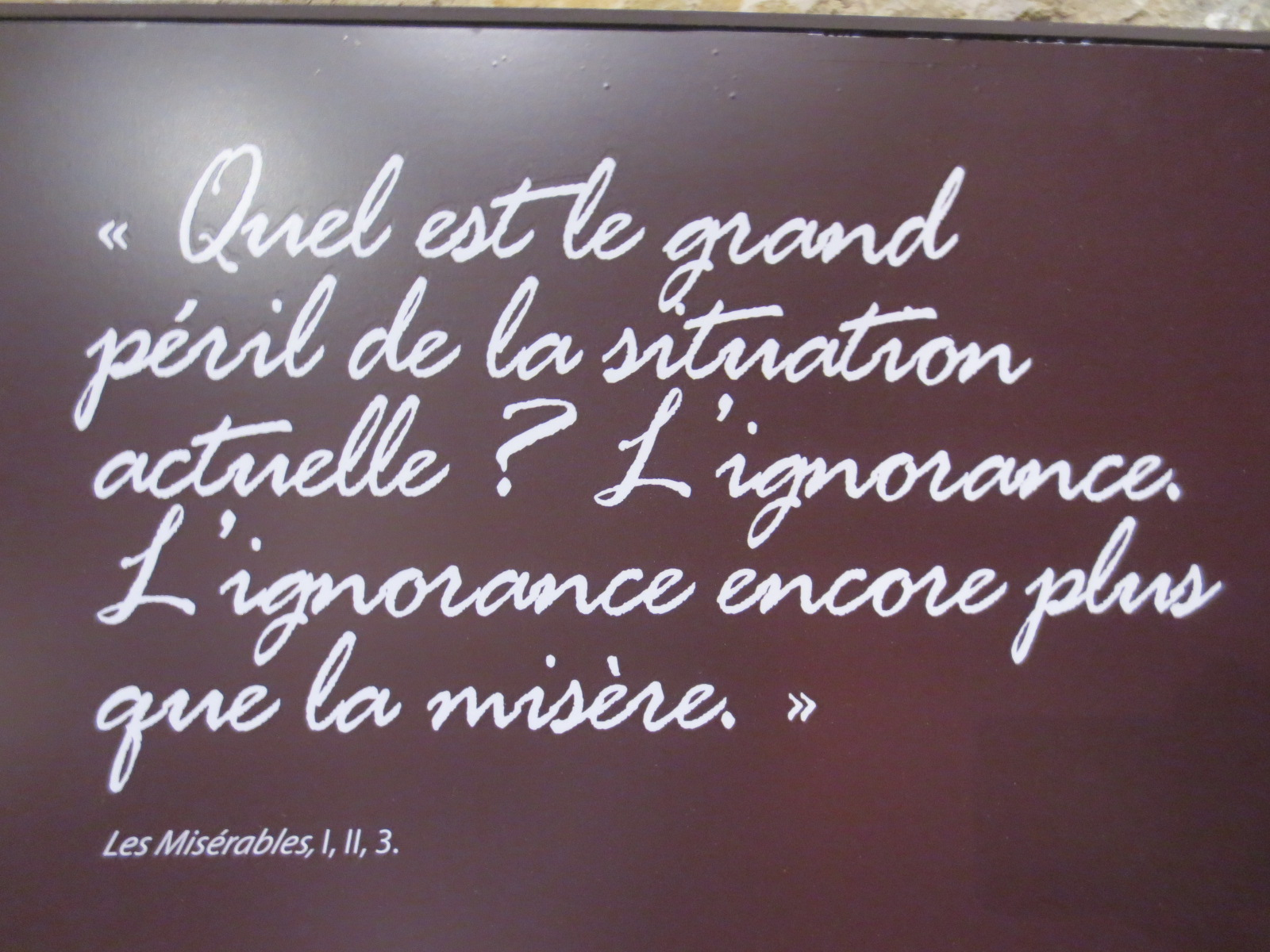
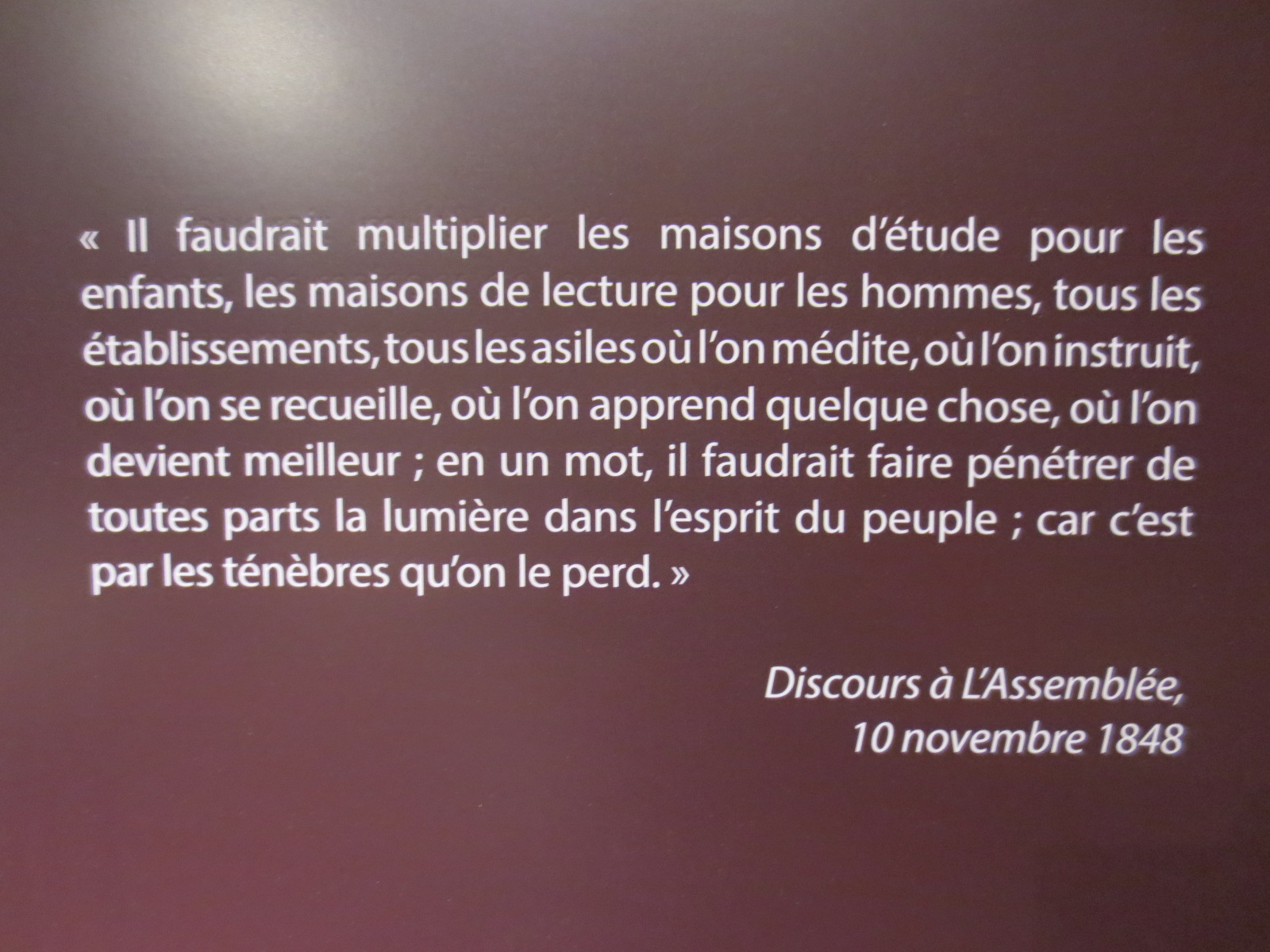